# Fabian Gottlieb Thaddeus von Bellingshausen
Fabian Gottlieb Thaddeus von Bellingshausen (em russo: Фаддей Фаддеевич Беллинсгаузен; Faddey Faddeyevich Bellinsgauzen) (9 de setembro jul./ 20 de setembro de 1778 greg. — 13 de janeiro jul./ 25 de janeiro de 1852 greg.), também conhecido como Faddei Bellingshausen, foi o explorador russo que serviu como oficial da Marinha Imperial da Rússia e comandou a segunda expedição russa a circumnavegar o globo. Alemão de nascimento e pertencente a uma família nobre, durante esta expedição Bellingshausen veio a ser a primeira pessoa a avistar o continente Antártico, em 1820.
A expedição partiu das recém-descobertas ilhas Shetland do Sul, integrada pelos navios "Vostok" e Mirnyi", avistando a Antártida em 28 de Janeiro de 1820.
No comando da Primeira Expedição Antártica Russa, ele chegou ao Rio de Janeiro em 1819 e foi recebido, junto com a sua tripulação, por Dom João VI. Navegador russo, almirante e um dos descobridores da Antártida, foi membro efetivo da Sociedade Geográfica Russa.

## Biografia
Foi um oficial naval explorador alemão à serviço da Rússia, que finalmente subiu ao posto de almirante. Ele participou da primeira circunavegação russa do globo e posteriormente se tornou líder de outra expedição de circunavegação que descobriu o continente de Antártica.
Bellingshausen nasceu na Ilha Osel. Ele começou seu serviço na Frota Russa do Báltico e, depois de se destacar, ingressou na Primeira Circunavegação Russa da Terra em 1803-1806, servindo no navio mercante Nadezhda sob a capitania de Adam Johann von Krusenstern. Após a viagem, ele publicou uma coleção de mapas das áreas e ilhas recém-exploradas do Oceano Pacífico. Posteriormente, ele comandou vários navios das frotas do Mar Báltico e do Mar Negro.
Como cartógrafo proeminente, Bellingshausen foi nomeado para comandar a circunavegação russa do globo em 1819-1821, com o objetivo de explorar o Oceano Antártico e encontrar terras nas proximidades do Pólo Sul. Mikhail Lazarev preparou a expedição e foi nomeado segundo em comando de Bellingshausen e capitão do saveiro Mirny, enquanto o próprio Bellingshausen comandava o saveiro Vostok. Durante esta expedição Bellingshausen e Lazarev foram os primeiros exploradores a ver a terra da Antártica em 27 de janeiro de 1820.  Eles circunavegaram o continente duas vezes e nunca se perderam de vista. Assim, eles refutaram a afirmação do capitão Cook de que era impossível encontrar terras nos campos de gelo do sul. A expedição descobriu e deu o nome de Ilha Pedro I, Ilhas Zavodovski, Leskov e Visokoi, Península Antártica e Ilha de Alexandre (Costa de Alexandre), e fez outras descobertas nas águas tropicais do Pacífico.
Feito contra-almirante em seu retorno, Bellingshausen participou da Guerra Russo-Turca de 1828-1829. Promovido a vice-almirante, ele serviu novamente na Frota do Báltico em 1830 e, a partir de 1839, foi governador militar de Kronstadt, onde morreu. Em 1831, ele publicou o livro sobre suas viagens à Antártida, denominado Double Investigation of the Southern Polar Ocean e a Viagem ao Redor do Mundo (Двукратные изыскания в южнополярном океане и плавание вокругс). Os russos se lembram dele como um de seus maiores almirantes e exploradores. Vários recursos geográficos e locais na Antártica, nomeado em homenagem a Bellingshausen, comemora seu papel na exploração da região polar sul.
Durante a expedição a Antártida, foram coletadas amostras exclusivas, que estão armazenadas na Universidade Estatal de Cazã, além de serem feitos esboços de espécies da Antártica e animais que ali viviam.